# Стеноз
Стеноз (дав.-гр. στενός — «вузький, тісний») або стриктура (лат. strictura — «стиснення») — стійке звуження просвіту будь-якої порожнистої анатомічної структури організму.
Наприклад, розрізняють стенози судин, трахеї, кишок, хребетного каналу, черепа тощо. Вроджений локальний стеноз аорти має назву коарктація аорти.
Стеноз органу може бути як вродженим, так і обумовленим певним місцевим або системним патологічним процесом — проліферативним запаленням, ростом пухлини, метаболічними порушеннями тощо.